# Villalobar de Rioja
Villalobar de Rioja település Spanyolországban, La Rioja autonóm közösségben. Villalobar de Rioja Bañares, Baños de Rioja, Santo Domingo de la Calzada, Grañón, Herramélluri és Ochánduri községekkel határos. Lakosainak száma 73 fő (2024).

## Népesség
A település népessége az elmúlt években az alábbi módon változott:
| Lakosok száma | 117  | 98   | 74   | 64   | 68   | 69   | 69   | 58   | 67   | 73   |
|               | 2001 | 2004 | 2007 | 2009 | 2012 | 2014 | 2017 | 2019 | 2022 | 2024 |